# La Chanson de Fortunio
La Chanson de Fortunio (título original en francés; en español, La canción de Fortunio) es una breve opéra-comique en un acto con música de Jacques Offenbach y libreto en francés de Ludovic Halévy y Hector Crémieux. Se estrenó en la Salle Choiseul del Théâtre des Bouffes Parisiens, París, el 5 de enero de 1861.
La música se compuso en una semana, con otra semana más ocupada en los preparativos de la producción. Su éxito fue bienvenido después del fracaso de Barkouf quince días antes.
Tomada en su conjunto, esta opereta nunca pasó realmente a formar parte de lo que puede considerarse el repertorio estándar, pero a pesar de ello, y especialmente durante el período anterior a la Primera Guerra Mundial, la canción a la que se refiere el título siguió siendo extremadamente popular como pieza de recital, y de hecho el escritor del obituario de Offenbach en The Times consideró a la canción en sí como una de sus mejores composiciones junto con Orfeo en los infiernos y La gran duquesa de Gérolstein - con La bella Helena siguiéndolas "a cierta distancia".
Offenbach había compuesto música para la canción de Fortunio en el Acto II Escena 3 de Le Chandelier por Alfred de Musset para una reposición de la obra en 1850 en la Comédie-Française y esta fue publicada (por Heugel) como parte de la colección de canciones de Offenbach titulada Les voix mystérieuses en 1853, y recogida con entusiasmo por el tenor Gustave Roger en sus conciertos. Los libretistas basaron su obra en un solo acto Chanson de Fortunio alrededor de esta canción - siendo la historia una especie de secuela de la obra original, la melodía de la canción se oye en la obertura.
En las estadísticas de Operabase aparece con sólo una representación en el período 2005-2010. 